# Maple Ridge-Pitt Meadows News
Die Maple Ridge-Pitt Meadows News ist eine Lokalzeitung, die in den B.C. Lower Mainland-Gemeinden von Maple Ridge und Pitt Meadows erscheint. Diese Orte liegen zirka 40 km östlich von Vancouver. Die Zeitung erscheint mittwochs und freitags und wird kostenlos an fast 30.000 Haushalte geliefert. Die Zeitung erscheint in einem Tabloid-Format und gehört dem Konzern Black Press.

## Geschichte
Die Maple Ridge-Pitt Meadows News wurde 1978 als kostenlose Publikation unter dem Namen ''Local News'' gegründet und gehört seit Januar 1997 zur Black Community Newspaper Group.
Der damalige Verleger Gordon Robson erweiterte die Zeitung 1985 mit der Veröffentlichung von ''The Sunday News'', so dass sie nun zweimal wöchentlich statt einmal erschien. Er dehnte das Verbreitungsgebiet auf die westlich liegenden Gemeinden aus und legte damit den Grundstein für zwei weitere Formate, der Tri-City News und des Burnaby/New Westminster News Leader.